# 上戸田川

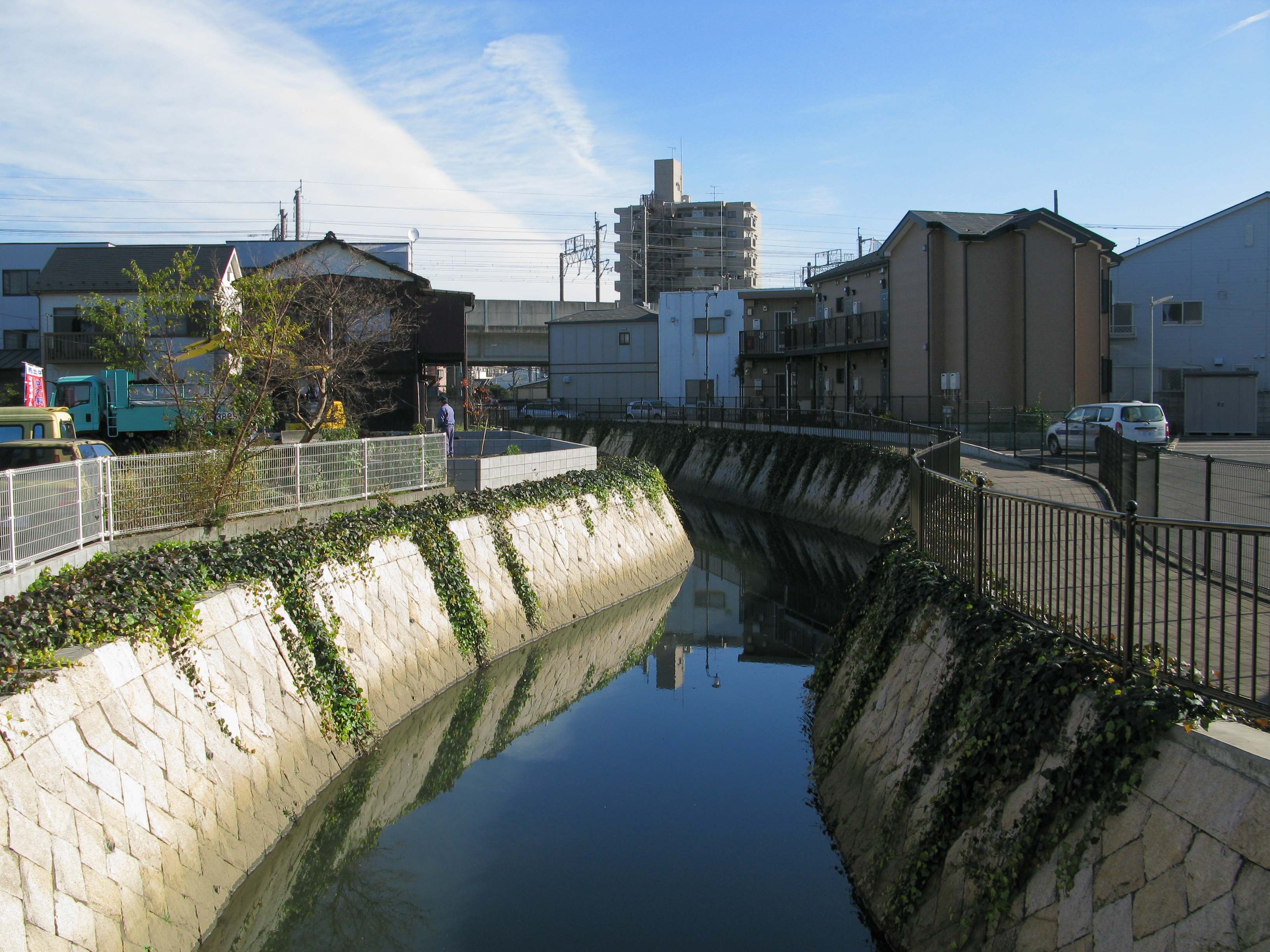
仲内橋付近（2011年12月）

上戸田川（かみとだかわ）は、埼玉県の主に戸田市東部を流れる準用河川。荒川水系菖蒲川の支流である。別称は二枚橋排水路（にまいばしはいすいろ）。

## 地理
見沼代用水西縁は辻用水と新曽用水に分かれ、新曽用水は旧中山道までの区間を指すが、それ以降は水を上戸田方面に流していた。その水路が昭和期に都市化が進むにつれて、排水路としての機能を持つようになり、特に上戸田以南が整備され、上戸田川と呼ばれるようになった。埼京線交差部分より上流部は区画整理事業により、戸田駅周辺の冠水解消を目的として2017年より新しい流路の開削が進んでいる（後述）。埼京線交差部分の東側に旧流路も残っており、新流路に合流する形で一部開渠となっている（天神橋も残る）。上流方面はすぐに蓋掛けの暗渠となり、佐竹化学付近はクランク状に蓋かけ水路があったが住宅となり消滅、戸田駅周辺は細い水路が残されているが、富士見公園より上流に向かうにつれて区画整理の進捗により跡形もなく埋め立てられている。蕨市立西小学校付近には近年まで暗渠が残っていたが、道路整備により消滅している。西小学校北側から境橋（新曽用水の終点）までは蓋掛け水路が現存する。
上戸田川は、周辺の排水を合わせながら南流し、上戸田、新曽、本町、新曽南地区を流れ、戸田市南町で菖蒲川に合流する。

## 近年の上戸田川
2006年7月9日より笹目川･菖蒲川と同じく荒川から水を引いて浄化のために放流している。流量は0.1m3/sと少ない。
2017年より新曽第二区画整理事業の進捗および戸田市の洪水対策の一環として、埼京線より上流部の延伸工事が始まった。1号橋である神明榎橋は2017年7月16日に完成披露式典と渡し初めが行われた。由来は橋を架けた場所に建っていた屋敷に大きな榎があったことから。戸田駅前には親水公園の設置も予定されている。とだ自動車学校の中央を南北に貫く計画となっている。

## 橋梁
(これより上流部は建設中)
- 神明小玉橋
- 神明沖内橋
- 神明榎橋
- 沖内第一人道橋
- 沖内第二人道橋
- 新天神橋

ここまで新流路に掛かる橋梁。
以下は、従来の流路に掛かる橋梁
- 沖内橋
- 新田橋
- 二枚橋
- 本村上橋
- 本村橋・二枚橋排水路

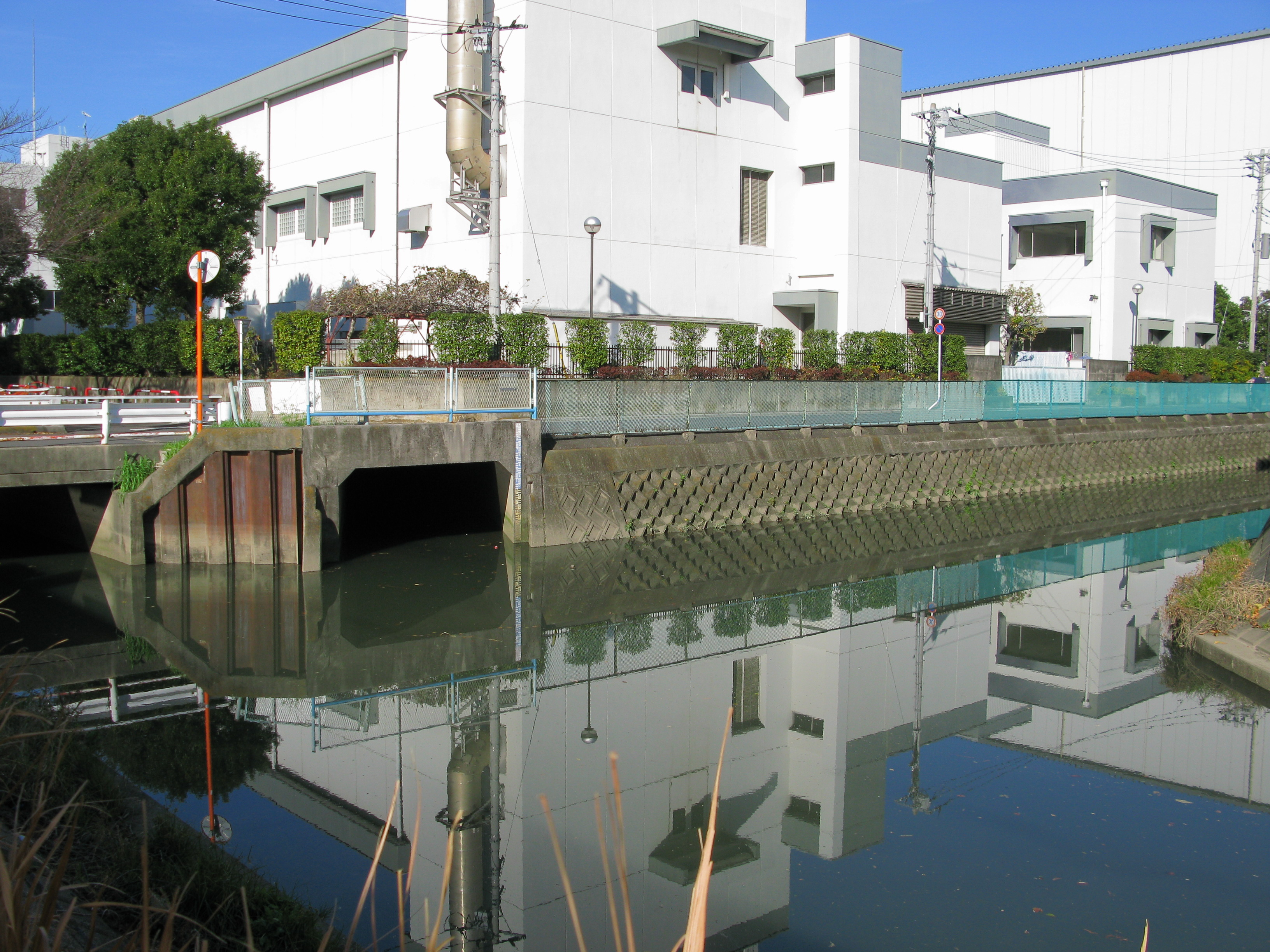
上戸田川（右）と菖蒲川の合流点

- 浅間橋（東京都道・埼玉県道68号練馬川口線）

以下は、旧流路に掛かる橋梁
- 天神橋
- 天神人道橋
- 沖内第三人道橋

　(従来流路に合流)
- (沖内橋)